# Sudanese Women’s Union
Die Sudanese Women’s Union (SWU, arabisch الاتحاد النسائي السوداني, DMG al-Ittiḥād an-Nisāʾī as-Sūdānī) ist eine sudanesische Frauenrechtsorganisation und eine der größten Frauenrechtsorganisationen in Afrika.

## Gründung
Die Sudanese Women’s Union (SWU) wurde 1952 während des Unabhängigkeitskampfes gegen Britannien gegründet. Gründungsmitglieder bei der Versammlung am 17. Januar 1952 waren:
Fatima Talib, Nafisa Ahmed Al Amin, Khalida Zahir, Thuryia Al Dirdeiri, Nafisa Al Mileik, Su’ad al-Fatih al-Badawi, Batoul Adham, Thuryia Umbabi, Suad Abdel Rahman, Hajja Kashif Badri, Azziza Meki, Khadmalla Osman, Fatima Abdel Rahman, Suad Abdel Aal, Fatima Ahmed Ibrahim, Khadija Mohamed Mustafa. Die ersten Funktionärinnen waren Fatima Talib, Khalida Zahir und Fatima Ahmed Ibrahim, welche die Executive Committee bildeten. Die erste Präsidentin der Union war Fatima Talib. 1956 wurde Fatima Ahmed Ibrahim zur Präsidentin gewählt und Khalida Zahir 1958.

## 1952–1989
Die SWU war vor allem anfangs panafrikanisch ausgerichtet. Sie organisierte Solidaritätsbekundungen für Frauen und gegen Apartheid in Sambia, Südafrika und Namibia, sowie Protest gegen die Exekution von Patrice Lumumba in der République du Congo (Congo-Léopoldville) 1961 und Protest gegen die Verhaftung von Djamila Bouhired (2019), sowie zur Unterstützung von Frauen in Palästina.
Im Sudan kämpfte die SWU schon in der Zeit der britisch-ägyptischen Kondominiums (bis 1956) für Bildung für Mädchen, als Bildung nur für eine kleine Minderheit von Jungen organisiert war und in welcher die britischen Behörden die formelle Bildung für Mädchen ablehnten. Die SWU schuf Schulen für Mädchen in Khartum und Omdurman  und 1970 organisierte sie eine internationale Konferenz zur Alphabetisierung für Frauen. Viele Frauenorganisationen aus ganz Afrika nahmen an der Konferenz teil. Die SWU richtete auch Abendkurse für erwachsene Frauen ein und förderte Alphabetisierung und Frauengesundheit und den Kampf gegen Kinderheirat und Zwangsehen.
Weitere Kampagnen der SWU zielten auf Regulierung der Vielehe; auf das Recht einer Ehe zustimmen zu dürfen; gegen Gesetze, welche bestimmten, dass Frauen auch nach Missbrauch zu ihren Männern zurückgebracht werden müssen; auf Frauenbeschäftigung, auf gleiche Bezahlung und gegen Diskriminierung von „Africans“.
Nachdem Frauen in der sogenannten Oktoberrevolution 1964 das Frauenwahlrecht errungen hatten, wurde Fatima Ahmed Ibrahim 1965 die erste Frau im Sudanesischen Parlament (damals: Constitutional Assembly). und, laut Caitlin Davies und dem Middle East Monitor, die erste Frau in einem afrikanischen Parlament.
Der Premierminister Dschafar an-Numairi verbot die SWU und Fatima Ahmed Ibrahim wurde zwei Jahre lang unter Hausarrest gehalten.
Die Kampagnen der SWU und anderer Feministinnen setzten sich durch die 1960er und 70er fort und führten zu Verbesserungen im Familienrecht und in der Gleichstellung der Geschlechter in der Verfassung des Sudan (1973).

## 1989–2018
Die SWU wurde, zusammen mit zahlreichen weiteren bürgerlichen Vereinigungen, 1989 offiziell aufgelöst, als Umar al-Baschir in einem Staatsstreich die Macht an sich riss. Trotzdem arbeitete de SWU inoffiziell weiter. Fatima Ahmed Ibrahim begründete im Exil in London eine lokale Gruppe der SWU. Sie wurde 1993 mit dem Menschenrechtspreis der Vereinten Nationen ausgezeichnet.
Am 13. Juli 2012 organisierte die SWU zusammen mit anderen bürgerschaftlichen Gruppen Proteste in Städten des Sudan gegen die Unterdrückung von Demonstranten und gegen Folter und Missbrauch von Aktivistinnen durch den Nationalen Sicherheits-Service (NISS).

## Revolution
Im August 2019, während der Übergangszeit zur Demokratie im Sudan nach den ersten Aktionen des Zivilen Ungehorsams 2018–2019, nach Staatsstreich und dem Khartum-Massaker, forderte die SWU, dass die Ämter, welche in der neuen bürgerlich-militärischen Übereinkunft im Kabinett verteilt wurden, zu gleichen Teilen zwischen Männern und Frauen aufgeteilt werden sollten, da „Frauen eine genauso wichtige Rolle in der Revolution gespielt hatten, wie Männer“ („that since women had played as significant a role in the revolution as men“). Die sudanesischen Frauen „beanspruchen einen gleichen Anteil von 50 zu 50 mit Männern auf allen Ebenen, gemessen an ihren Qualifikationen und Fähigkeiten“ („claim an equal share of 50–50 with men at all levels, measured by qualifications and capabilities“).

## Ehrungen
Die SWU wurde 1993 durch den Menschenrechtspreis der Vereinten Nationen ausgezeichnet zusammen mit acht anderen Gruppen und Einzelpersonen.